# チョルスー・バザール
チョルスー・バザール（ウズベク語: Чорсу бозор、英語: Chorsu Bazaar）はウズベキスタンの首都・タシュケントの中心部の歴史あるバザールである。青いドームの建物とその周りで、あらゆる日用品を豊富に販売している。 
タシュケント地下鉄のチョルスー駅の向かいのクケルダシュ・マドラサ（Kukeldash Madrasah）の横にある。「チョルスー」はペルシャ語からきた言葉で、「交差点」または「四方からの道路または川」を意味する。 

## ギャラリー

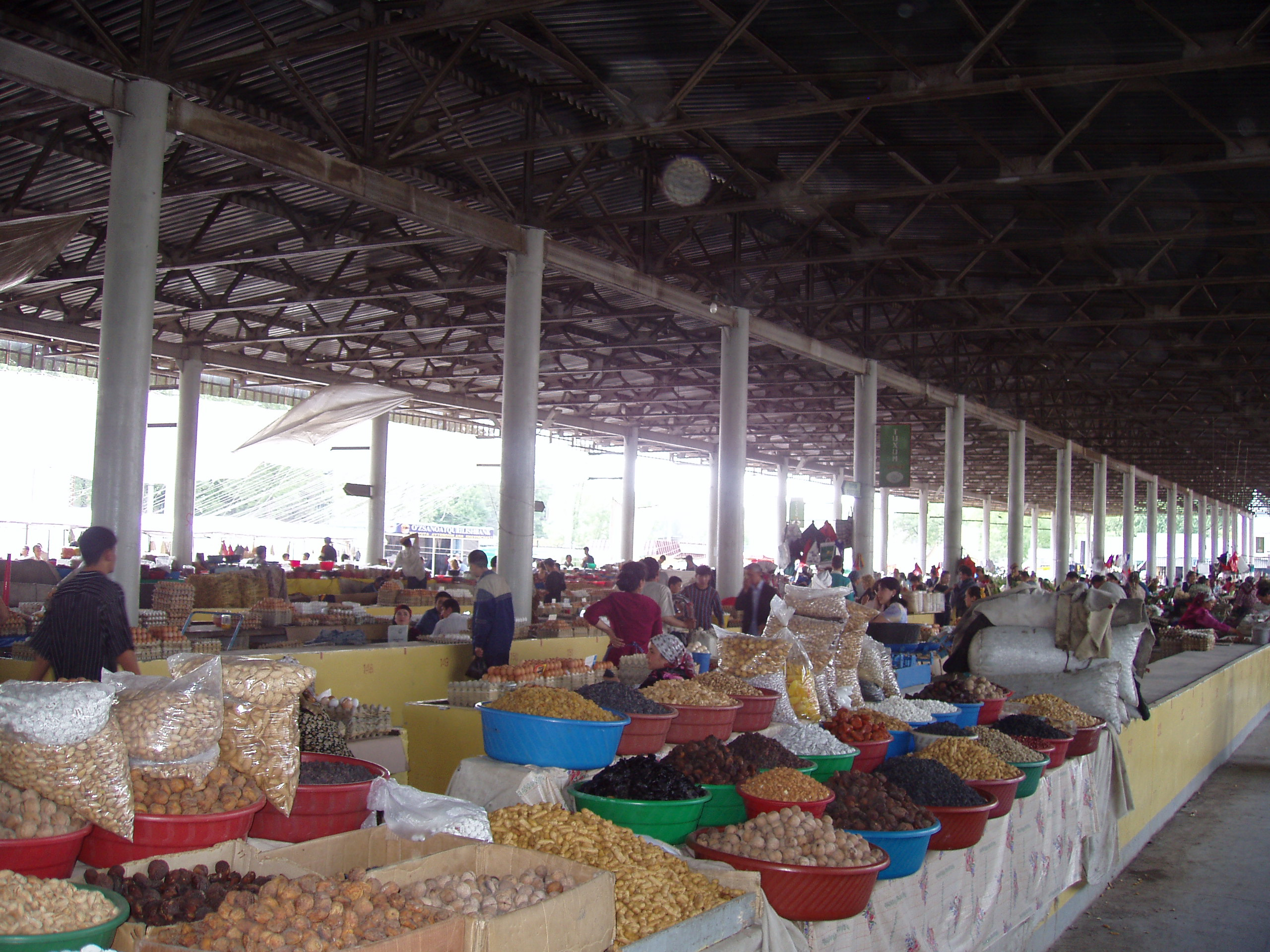
バザールの様子
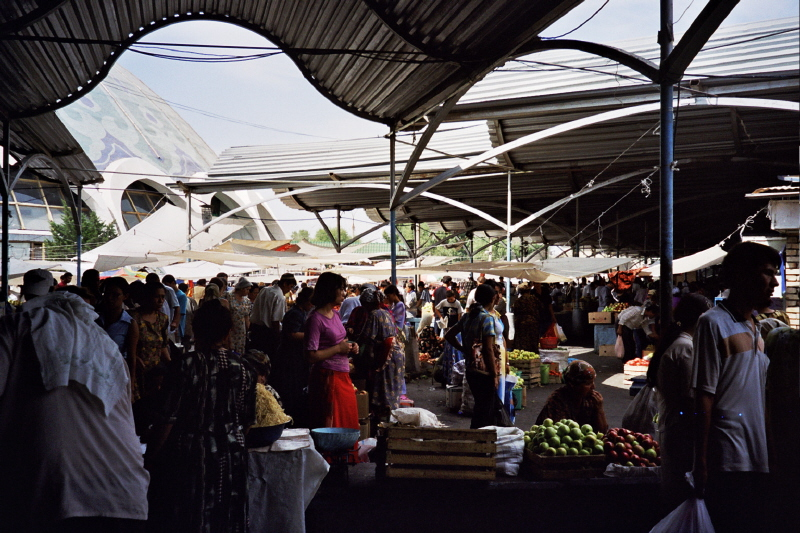
バザールの様子
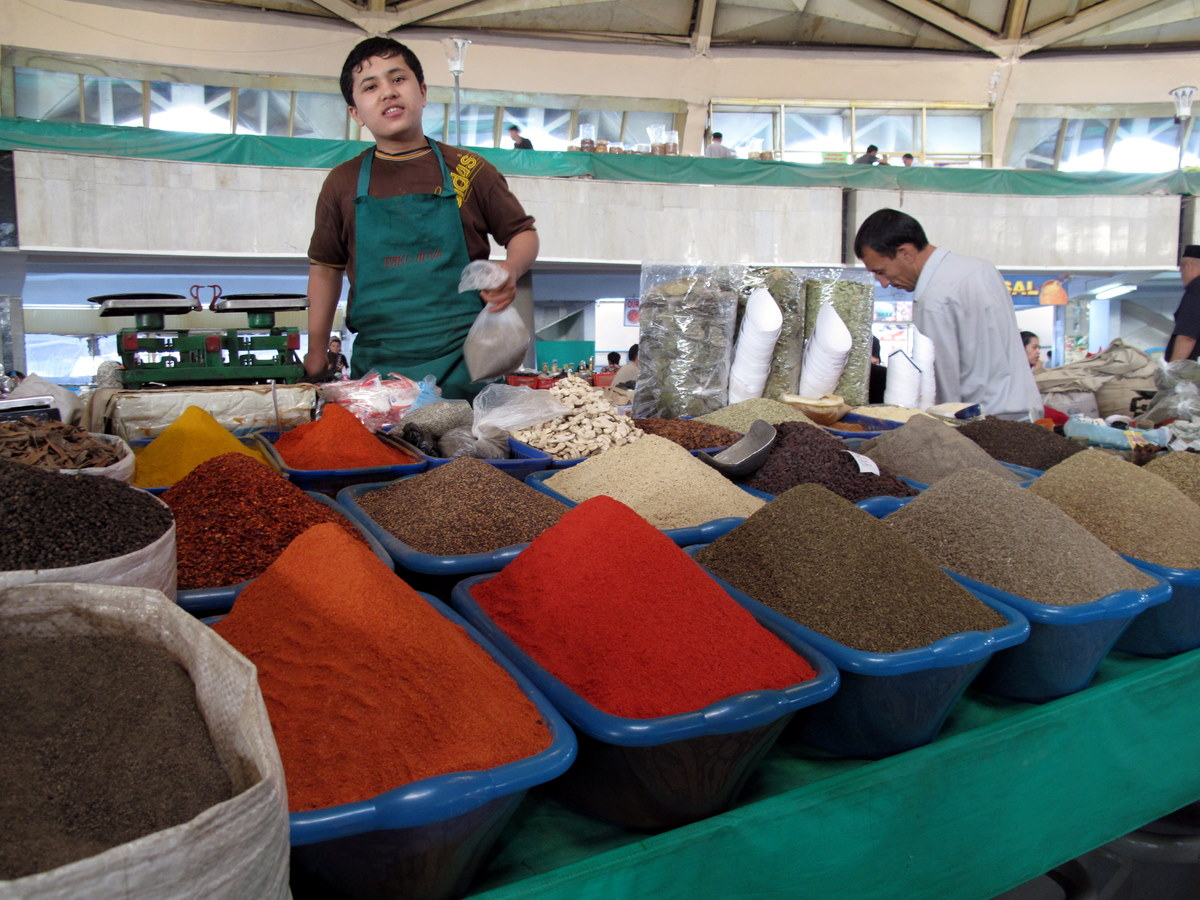
香辛料売り
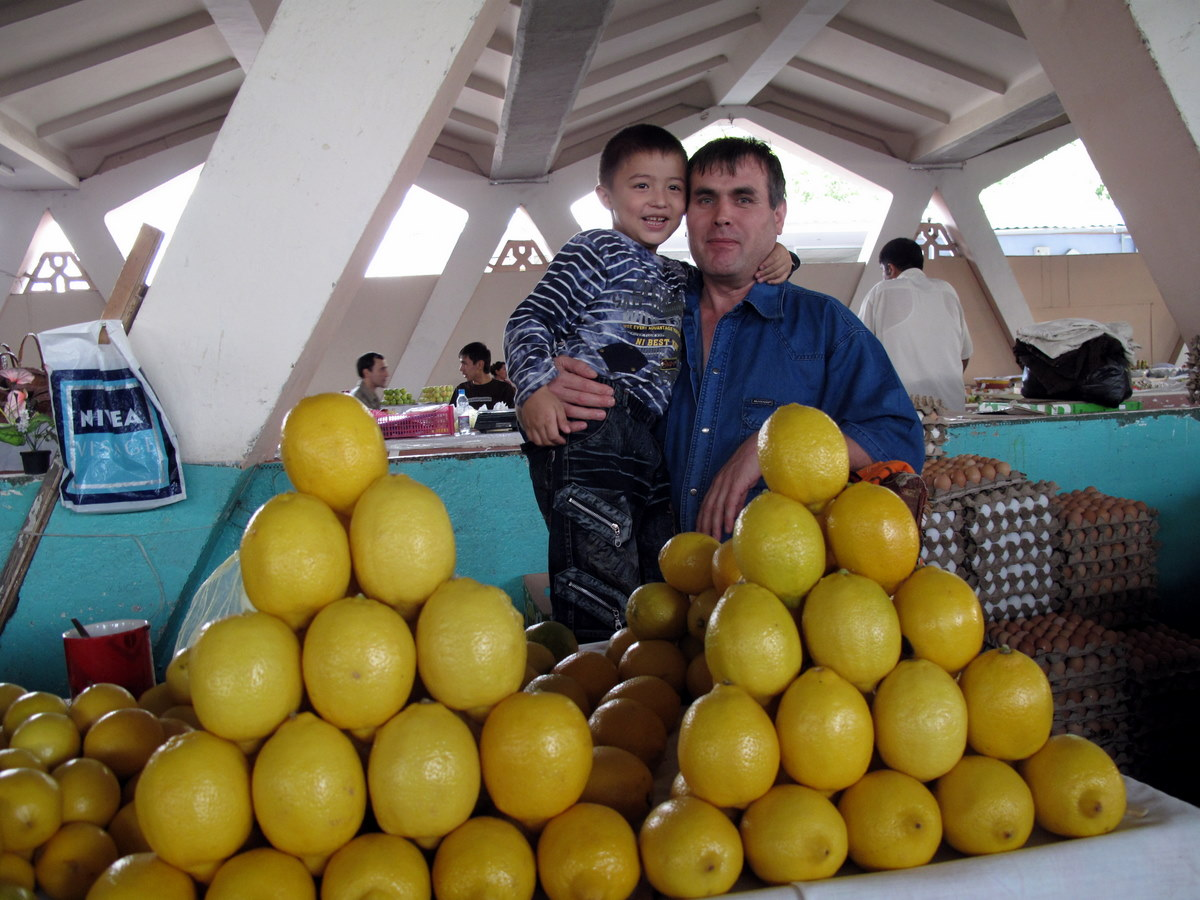
レモンを売る親子
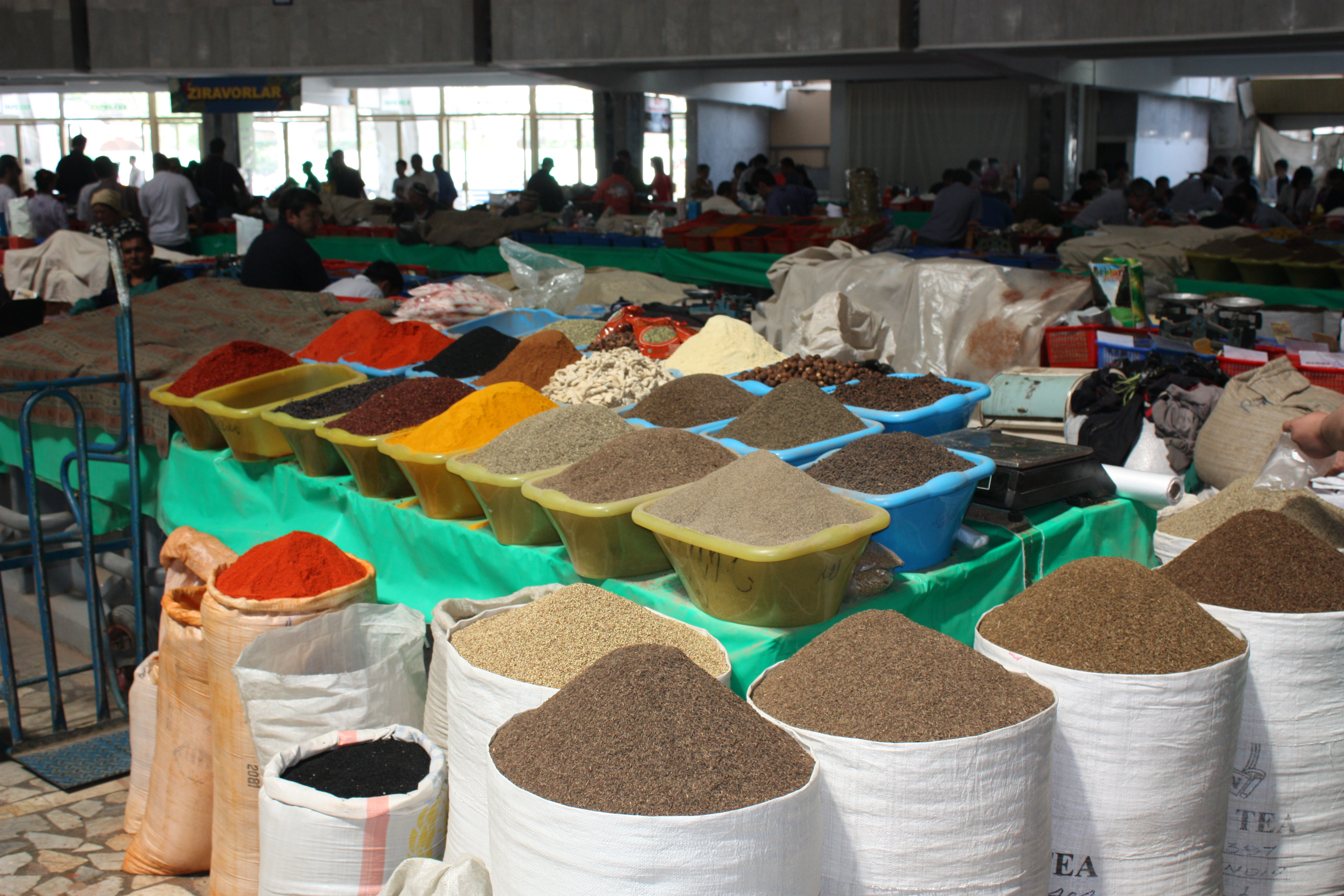
香辛料市場の様子